# Academia de Artes & Ciências Interativas
Academia de Artes e Ciências Interativas (em inglês, Academy of Interactive Arts & Sciences ou AIAS) é uma organização profissional estadunidense honorária dedicada ao desenvolvimento da arte e ciência dos jogos eletrônicos. Fundada em 1992, a AIAS é uma organização sem fins lucrativos, que promove as atividades relacionadas ao entretenimento com a utilização de computadores e "video games" (em Português, jogos eletrônicos).
Sendo a versão da indústria de jogos eletrônicos da Academia de Artes e Ciências Cinematográficas (AMPAS), desde 1998 a AIAS tem anualmente indicado desenvolvedores de entretenimento interativo que atingiram conquistas revolucionárias e inovadoras na indústria de videogames em seu Hall da Fama, através da sua cerimônia de premiação, D.I.C.E. Awards, no qual é o mais antigo show de celebração da indústria de jogos.
A partir de 2002, a AIAS também sedia a convenção D.I.C.E. Summit de forma anual, que ocorre na mesma semana do show de premiação, com a conferência diferindo das outras por sua ênfase nos negócios e no status da indústria, com foco nas tendências e inovações em design de jogos.

## História
AIAS foi fundada originalmente em 1992 por Andrew Zucker, um advogado da indústria do entretenimento que queria criar um grupo para videogames semelhante à Academia de Artes e Ciências Cinematográficas para a indústria cinematográfica, que organiza o Oscar anual (Academy Awards), incluindo o processo de nomeação e votação, e os eventos televisionados.
Conforme originalmente imaginado por Andrew Zucker, a AIAS se tornaria uma ponte entre o Vale do Silício e Hollywood, servindo assim para conectar e fornecer um fórum para o diálogo entre profissionais de tecnologia e entretenimento. A AIAS co-promoveu vários eventos com organizações como a Academy of Television Arts and Sciences, o Directors Guild of America e Women in Film. Zucker conseguiu reunir cerca de 400 membros das indústrias de jogos e entretenimento, junto com 40 líderes da indústria para organizar seu primeiro programa de premiação, "Cybermania '94", apresentado por Leslie Nielsen e Jonathan Taylor Thomas e transmitido pela TBS. Embora um segundo programa tenha ocorrido em 1995 e tenha sido o primeiro programa de premiação a ser transmitido pela web, atraiu muito menos público como o primeiro.
Os líderes da indústria de videogames decidiram que queriam reformar a AIAS como uma organização sem fins lucrativos para a indústria de videogames. O esforço foi apoiado por Peter Main da Nintendo, Tom Kalinske da Sega e Doug Lowenstein, fundador da Entertainment Software Association (ESA), e com apoio financeiro da ESA.  AIAS foi formalmente fundada em 1996, com o desenvolvedor de jogos Glenn Entis como seu primeiro presidente. Inicialmente, em 1998, o papel da AIAS era lidar com a criação de uma cerimônia anual de premiação, originalmente conhecidos como Interactive Achievement Awards (mais tarde renomeado para D.I.C.E. Awards). Esses prêmios foram indicados e selecionados por desenvolvedores de jogos que são membros da própria organização, sendo da forma como os Prêmios da Academia (Oscar e Grammy) são votados por seus membros, colocando a cerimônia como o "Oscar dos jogos".
Por volta de 2000, a ESA retirou o financiamento da AIAS, levando os membros da AIAS Richard Hilleman e Lorne Lanning a sugerir que a AIAS criasse o D.I.C.E. Summit (abreviação de "Design, Inovação, Comunicação, Entretenimento"), uma convenção centrada na apresentação dos prêmios como um meio para fornecer financiamento para a organização. O Summit foi dirigido a executivos da indústria e desenvolvedores líderes como um meio de fornecer networking entre várias empresas. A primeira ocasião do D.I.C.E. Summit ocorreu em 2002 em Las Vegas, Nevada e tem sido realizado anualmente desde então.  Além dos videogames, a AIAS viu esses encontros como uma forma de conectar os videogames a outras indústrias de entretenimento.
Joseph Olin seguiu-se como o Presidente da AIAS de 2004 a 2010; após sua saída, Martin Rae foi nomeado presidente em 2012. Rae optou por implementar uma série de mudanças na D.I.C.E. Summit, reduzindo o tempo de conversação para dar mais atenção aos desenvolvedores, palestrantes e renomeando a cerimônia para D.I.C.E. Awards durante a cerimônia de 2013. Mike Fischer substituiu Rae como presidente da AIAS em 2016.
A partir de 2017, a missão da AIAS é "promover e avançar a comunidade mundial de entretenimento interativo, reconhecer realizações notáveis nas artes e ciências interativas e continuar a hospedar o show de premiação anual, D.I.C.E. Annual Awards, para aumentar a percepção dos jogos como uma forma de arte interativa". Em junho de 2017, Meggan Scavio foi nomeada presidente e diretora executiva da AIAS.

## Interactive Achievement Awards
Interactive Achievement Awards (ou IAAs em português, "Premiações de Sucesso Interativo") são as únicas premiações anuais baseadas em voto que reconhecem os melhores jogos eletrônicos, videogames, exemplos de entretenimento online, indivíduos ilustres e marcantes times de produção que proporcionaram o avanço da indústria mundial de softwares de bilhões de dólares. As premiações apresentadas pela "Academy of Interactive Arts & Sciences" (ou AIAS; em português, "Academia de Artes e Ciências Interativas") são determinados por um voto de membros do campo específicos e qualificados, tornando a Interactive Achievement Awards a mais procurada, respeitada e de verossímil reconhecimento para criadores de softwares de entretenimento.